# Solvay (wieś)
Solvay – wieś w Stanach Zjednoczonych, w stanie Nowy Jork, w hrabstwie Onondaga.